# Золотова, Галина Тадеушевна
Гали́на Таде́ушевна Зо́лотова — российский издатель, куратор и библиотекарь.

## Биография
Заведующая отделом периодических изданий Тамбовской областной универсальной научной библиотеки имени А. С. Пушкина.
Куратор тамбовского отделения Академии Зауми при Тамбовской областной универсальной научной библиотеке имени А. С. Пушкина, издатель Академии Зауми.
Владелец и директор «Студии печати Галины Золотовой».

## Награды и премии
- Международная отметина имени отца русского футуризма Давида Бурлюка (2014)[3]